# AMB-Reaktor

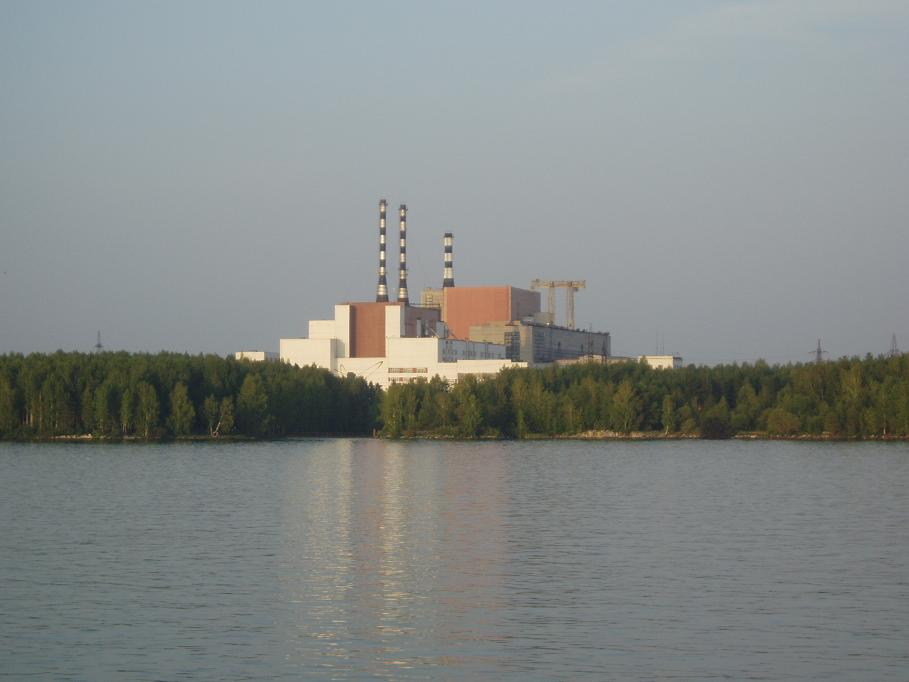
Kernkraftwerk Belojarsk. Im Vordergrund die Reaktorgebäude der AMB-Reaktoren, im Hintergrund das des BN-600

Der AMB (russisch АМБ (Атом Мирный Большой, etwa: „friedliches Atom - groß“),) war ein Kernreaktortyp, der in der Sowjetunion als Prototyp entwickelt wurde. Die Erfahrungen mit dem AMB-Reaktor sollten dazu dienen, eine serienmäßige Reaktorbaureihe in der Sowjetunion zu entwickeln. Er gilt als Vorgänger des RBMK.

## Einsatz
Die einzigen Reaktoren dieses Typs, ein AMB-100 und ein AMB-200, wurden im Kernkraftwerk Belojarsk installiert. 1954 in Auftrag gegeben, wurde der erste von ihnen 1964 in Betrieb genommen, der zweite 1967. 1977 kam es zu einer teilweisen Kernschmelze in AMB-200 mit der INES-Stufe 5 und 1978 durch Einsturz des Dachs der Turbinenhalle, das bei kaltem Wetter unter starker Beanspruchung stand, zu einem Brand, der zur Abschaltung beider Reaktoren zwang. AMB-100 wurde 1983 endgültig abgeschaltet, AMB-200 im Jahr 1989. Die Reaktoren werden zur Demontage und Wiederaufarbeitung des Brennstoffs vorbereitet.

## Funktionsweise
Beim AMB handelt es sich um einen graphitmoderierten Siedewasser-Druckröhrenreaktor, der bei einem Druck von 8.8 MPa und Heißdampftemperaturen von bis zu 510…550 °C (übliche Betriebstemperatur: 500 °C) arbeitete. Um Schäden an den Brennelementen durch Überhitzung zu vermeiden, wurde die Betriebstemperatur auf 400…450 °C gesenkt. Der Radiolyse des Wassers wurde durch Zusatz von Ammoniak in AMB-100 und Hydrazin in AMB-200 entgegengewirkt. AMB-100 hatte einen indirekten Dampfkreislauf, während AMB-200 einen direkten hatte. Der Dampf trieb eine (AMB-100) oder zwei (AMB-200) Turbinen an. Der Anreicherungsgrad des Brennstoffs betrug 1,5 % bis 21 % bei einem Mittelwert von 3 %. Sowohl Brennelemente als auch Kühlrohre lagen – so nur bei AM- und AMB-Reaktoren sowie in den Reaktoren des Kraftwerks Bilibino ausgeführt – in Graphitmänteln, die Teil der Brennstoffanordnung waren und mit den Brennelementen ausgetauscht wurden. AMB-100 hatte eine thermische Leistung von etwa 285 MW, von der etwa 100 MW in elektrische Energie umgesetzt wurden. AMB-200 hatte eine thermische Leistung von 530 MW und einen Wirkungsgrad von 36 %.